# Ottone d'Asburgo-Lorena
Ottone d'Asburgo-Lorena, l'ultimo arciduca ereditario d'Austria e d'Ungheria (Reichenau an der Rax, 20 novembre 1912 – Pöcking, 4 luglio 2011), è stato un nobile austriaco e politico tedesco, capo della Casa d'Asburgo dal 1922 al 2007, anno in cui abdicò in favore del figlio Carlo d'Asburgo-Lorena. Ottone era figlio primogenito dell'Imperatore d'Austria e Re Apostolico d'Ungheria Carlo I e di sua moglie Zita di Borbone-Parma.

Ottone viveva stabilmente a Pöcking in Baviera (Germania) e deteneva la cittadinanza tedesca, austriaca, ungherese e croata. Sebbene il suo nome ufficiale in Germania fosse Otto von Habsburg, le autorità austriache si riferivano a lui come a Otto Habsburg-Lothringen.
Ottone fu membro del Parlamento europeo per la CSU e presidente dell'Unione Paneuropea. Nel 1961, proprio per servire l'Europa, rinunciò ai suoi diritti dinastici. Essendo stato imperatore titolare dal 1922 al 2007 detiene un primato storico assoluto: quello di capo di Stato titolare (e quindi non in carica) più longevo della storia con 85 anni.

## Biografia

### Infanzia

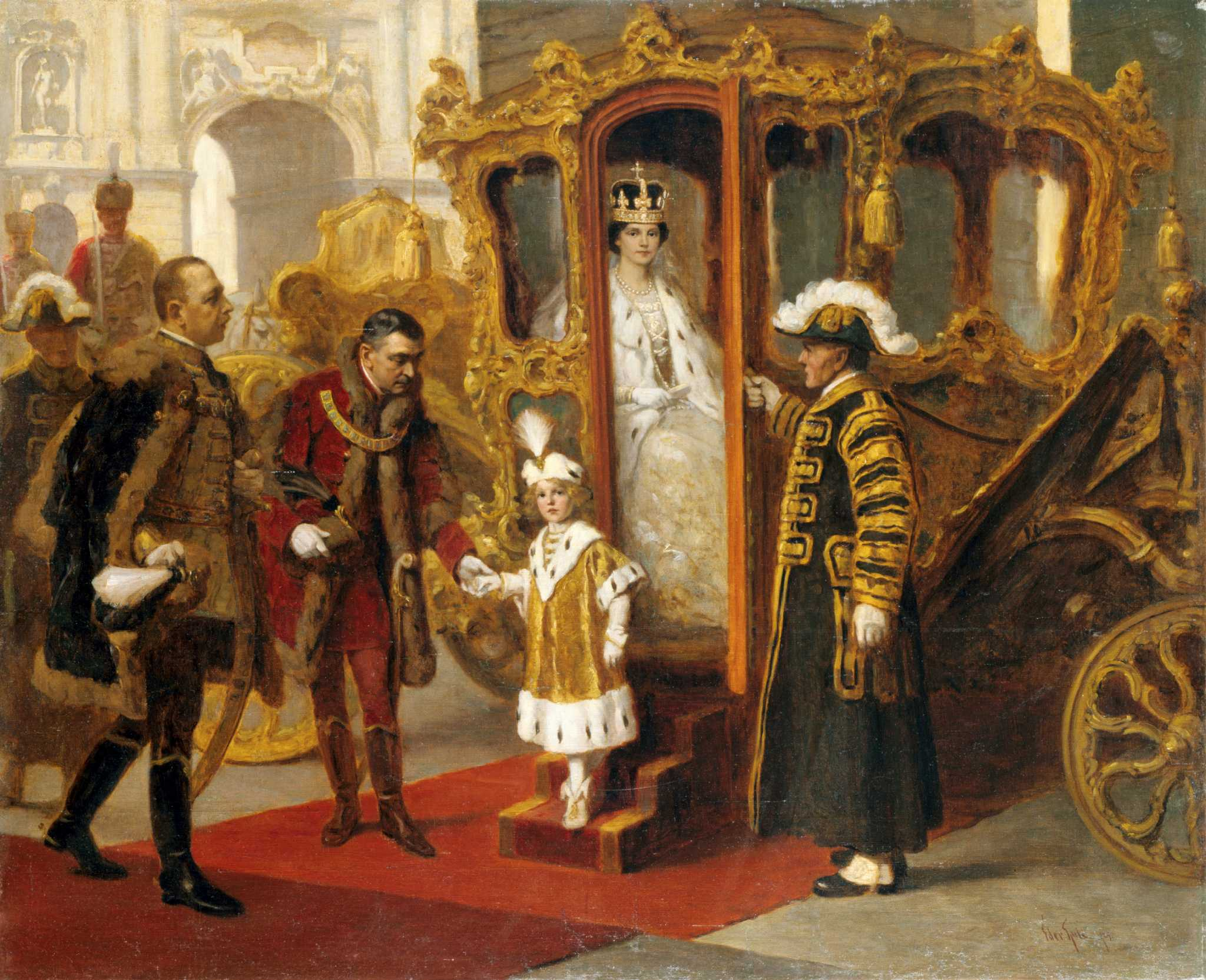
Zita di Borbone-Parma e il figlio Otto durante l'incoronazione del 1916

Ottone d'Asburgo-Lorena nacque nel 1912 a Villa Wartholz, presso Reichenau an der Rax, residenza che aveva fatto costruire suo nonno. Ivi egli venne battezzato, pochi giorni dopo la sua nascita, nella cappella del palazzo. Nel novembre 1916, Ottone divenne principe reale e imperiale delle corone d'Austria e d'Ungheria quando suo padre, l'arciduca Carlo, ascese al trono. Nello stesso anno, allorquando la Battaglia degli Altipiani (Strafexpedition) sul fronte italiano sembrava prossima alla vittoria austriaca, ricevette il titolo di Margravio di Arsiero e Asiago.
Tuttavia durante il 1918, alla conclusione della prima guerra mondiale, le potenze vincitrici imposero l'esilio degli Asburgo e la costituzione della repubblica austriaca.
Il Regno Apostolico d'Ungheria riuscì invece a salvaguardarsi. Tuttavia i franco-britannici impedirono agli Asburgo di recarsi in Ungheria a riottenere la corona, sicché l'Ungheria rimase un Regno con trono vacante sino al 1946, sotto la reggenza dell'ammiraglio Miklós Horthy, fino al 1944.
I britannici decisero di segregare l'imperatore Carlo e la sua famiglia nell'isola di Madera.

### Esilio
La famiglia di Ottone passò gli anni a seguire in Svizzera e nell'isola portoghese di Madera, dove Carlo I morì nel 1922, facendo divenire Ottone pretendente al trono all'età di 10 anni.
Nel frattempo, il Parlamento austriaco aveva ratificato l'esilio per la dinastia degli Asburgo e aveva provveduto a confiscarne tutte le proprietà ufficiali (Habsburgergesetz, 3 aprile 1919).
Nel 1935 Ottone si laureò all'università cattolica di Lovanio in Scienze sociali e politiche.
Dalla morte del padre e per tutto il tempo che egli rimase in esilio con la sua famiglia, Ottone si considerò il legittimo imperatore d'Austria, ribadendolo in diverse occasioni. Nel 1937 egli scriveva:
()

### Opposizione al governo nazista

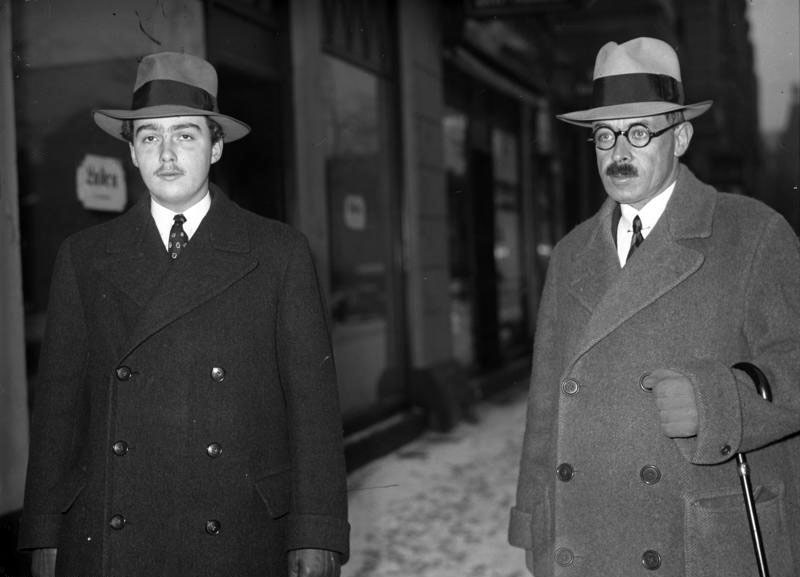
Ottone d'Asburgo (a sinistra) con il Conte von Degenfeld in una fotografia del 1933

Fervente patriota austriaco, Ottone si oppose all'Anschluss nazista dell'Austria nel 1938 (il nome che il governo tedesco diede a quell'operazione fu "Operation Otto", dal momento che essi prevedevano di invadere immediatamente lo stato austriaco se Ottone fosse stato posto nuovamente sul trono). Data la sua posizione Ottone, ricercato dai nazisti, fu costretto a lasciare l'Europa e a raggiungere Washington (1940 – 1944), dopo essere scappato dal Belgio e da Parigi, sempre con al seguito la madre Zita e il resto della famiglia.
I suoi cugini Massimiliano, duca di Hohenberg e il principe Ernesto di Hohenberg vennero arrestati a Vienna dalla Gestapo e inviati in un campo di concentramento sino alla fine della guerra. Quando Parigi si dimostrò insicura, la famiglia imperiale si recò in Portogallo con un visto speciale procuratogli da Aristides de Sousa Mendes, console portoghese a Bordeaux.

### Matrimonio

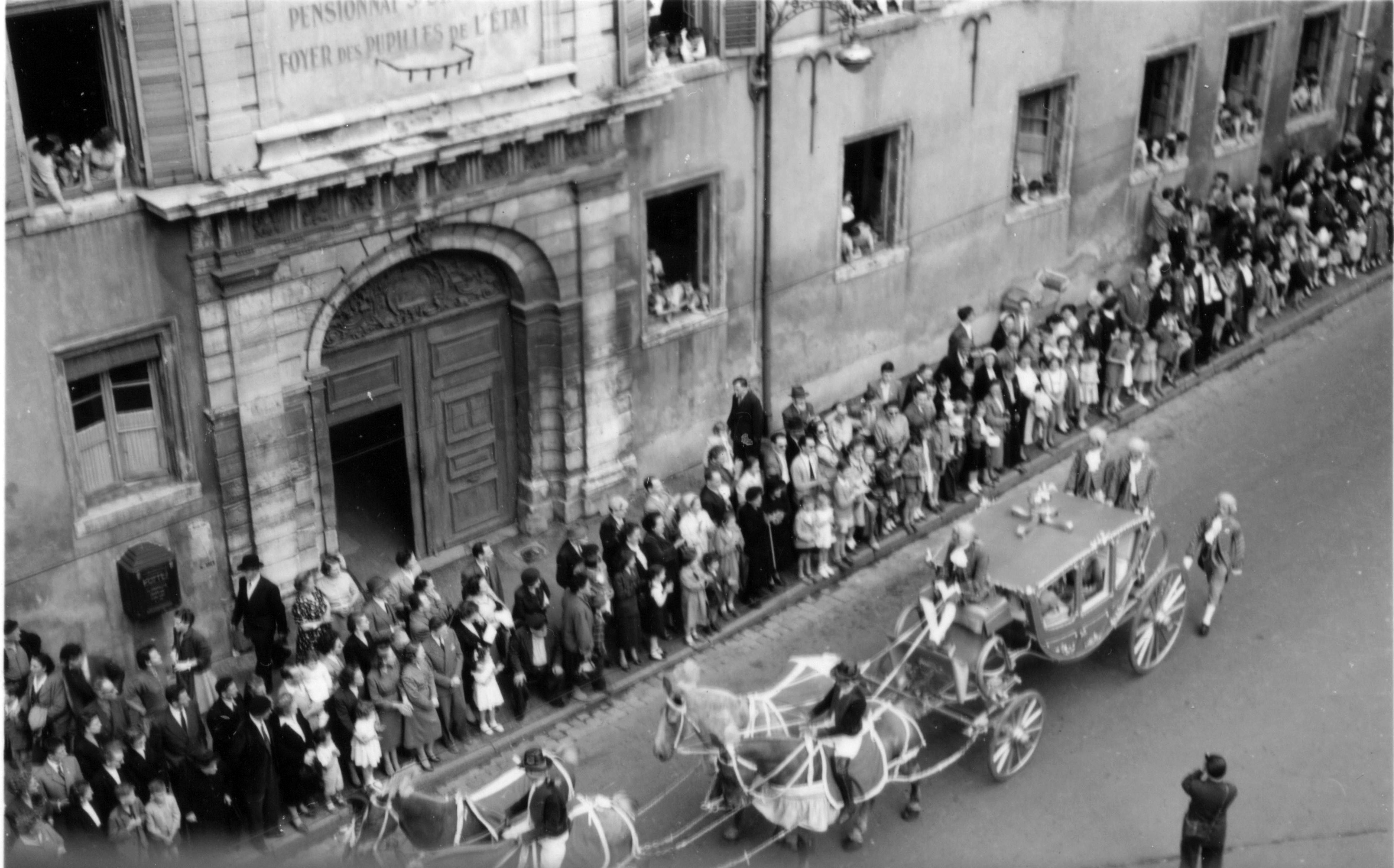
Il corteo nuziale di Ottone e Regina di Sassonia-Meiningen

Nel 1951 sposò a Nancy la principessa Regina di Sassonia-Meiningen (nata a Würzburg il 6 gennaio 1925 e morta a Pöcking il 3 febbraio 2010) da cui ebbe sette figli.

### Ritorno in Austria e attività politica

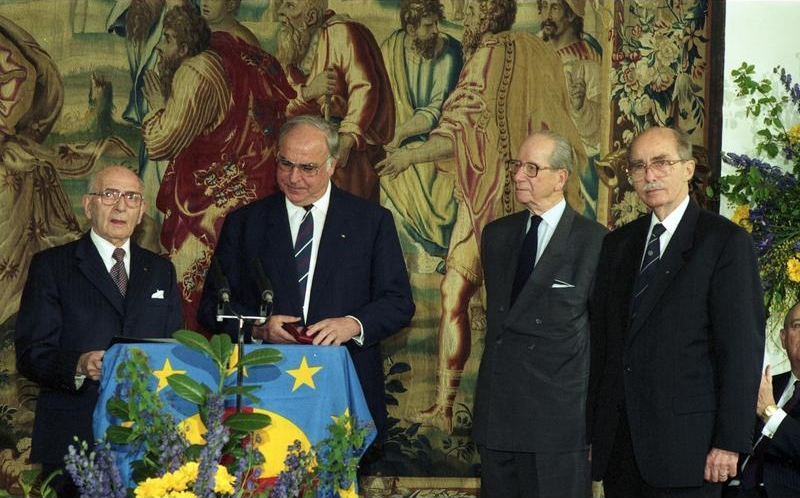
Ottone d'Asburgo a una premiazione con Helmut Kohl

Ottone rinunciò alle pretese dinastiche e politiche nel 1961, rese effettive solo nel 1967 , al fine di poter rientrare in patria nel 1966. In un'intervista del 2007, in occasione del suo 95º compleanno, Ottone ha commentato quel momento:
()
Dopo la firma dell'atto la corte amministrativa austriaca il 24 maggio 1963 revocò il bando che vietava a Ottone di rientrare nel suo paese, ma solo nel 1966 Ottone ottenne il passaporto e il visto dal governo austriaco per il suo rientro.
Negli anni a seguire Ottone intraprese una più incisiva attività politica adoperandosi per un'Europa unificata come presidente dell'Unione Paneuropea Internazionale dal 1973 al 2004 e propugnando una federazione danubiana tra gli stati mitteleuropei.
Dal 1979 sino al 1999 partecipò come membro del partito bavarese cattolico (CSU) al Parlamento Europeo. Fu inoltre un membro della società di Mont Pelerin. Nell'ambito del suo impegno come parlamentare si adoperò fortemente per l'espansione dell'Unione Europea, in particolar modo impegnandosi per l'accettazione di Ungheria, Slovenia e Croazia entro i confini dell'Unione.
Ottone è stato inoltre patrono del Three Faiths Forum, un gruppo pacifista del Regno Unito che persegue gli ideali di ascolto e collaborazione tra le tre maggiori religioni monoteiste del mondo: cristianesimo, giudaismo e islamismo.
Otto von Habsburg è stato uno dei primi critici del presidente russo Putin. In un'intervista al quotidiano nel 2002 e in due discorsi nel 2003 e nel 2005, ha avvertito Putin come una "minaccia internazionale" di essere " crudele e oppressivo" e un "tecnocrate gelido".
I suoi ideali politici sono stati sostenuti dal Comitato Ottone d'Asburgo, con una sezione anche in Italia, che nel 2006 ha diffuso un testo biografico-politico dal titolo Ottone d'Asburgo: dall'Impero all'Europa.

### Ultimi anni e morte

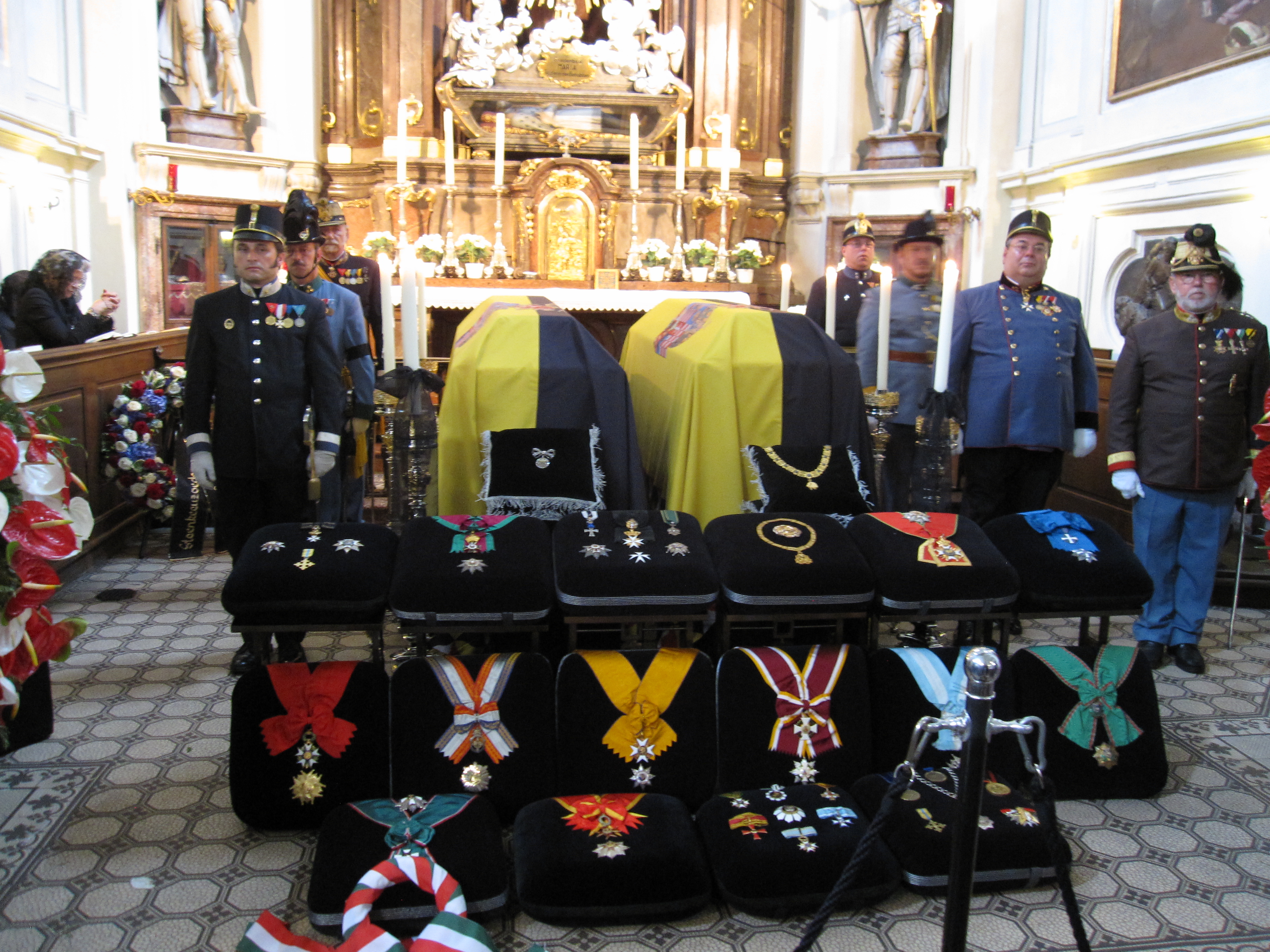
Camera ardente di Ottone e Regina. Si notino sui cuscini neri le insegne delle onorificenze di cui fu insignito Ottone.

Nel gennaio del 2007 Ottone rinunciò al suo status di Capo della Casata d'Asburgo affidandone il ruolo al figlio primogenito Carlo. Dopo la rinuncia Ottone visse in ritiro a Villa Austria, presso il villaggio di Pöcking, nel circondario di Starnberg, non lontano dall'omonimo lago, in Baviera, Germania.
Di fatto si dice che non si fosse mai rassegnato alla scomparsa dell'impero e che una volta, a chi gli parlava di una partita di calcio Austria-Ungheria, domandò: «Contro chi?»

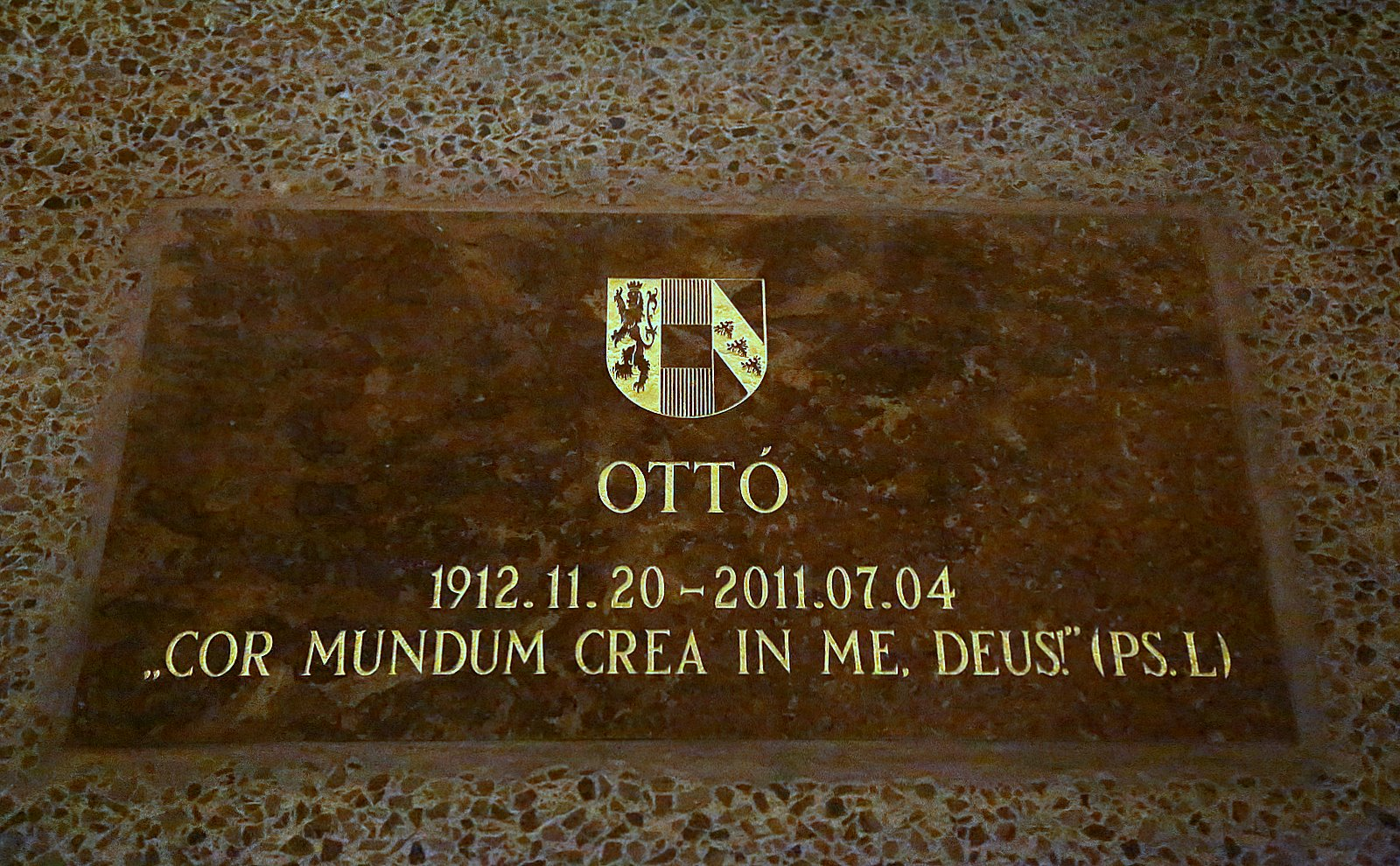
Lapide di Ottone presso la Cripta Imperiale di Vienna

È scomparso il 4 luglio 2011 nella sua abitazione in Baviera, all'età di quasi 99 anni e, come tutti i suoi antenati, è stato sepolto nella cripta dei Cappuccini, nella Chiesa di Santa Maria degli Angeli a Vienna. Il rito funebre è stato officiato dall'arcivescovo di Vienna cardinal Christoph Schönborn il 16 luglio. Tra i partecipanti al lutto più importanti c'erano il Presidente federale austriaco Heinz Fischer, sua moglie Margit Fischer, il Re Carl XVI Gustavo di Svezia, sua moglie Silvia di Svezia, il Principe Henri di Lussemburgo, il Principe e Gran Maestro fra' Matthew Festing del Sovrano Ordine di Malta, Simeone II di Bulgaria, Michele I di Romania, il Principe Hans-Adam II del Lichtenstein, sua moglie Marie del Liechtenstein e l'Infanta Cristina di Spagna.

## Discendenza
Ottone d'Asburgo-Lorena e la principessa Regina di Sassonia-Meiningen ebbero sette figli:
- Arciduchessa Andrea (n. 1953), ha sposato il conte Karl Eugen von Neipperg;
- Arciduchessa Monika (n. 1954), ha sposato il duca di Sant'Angelo Luis María Gonzaga de Casanova-Cárdenas;
- Arciduchessa Michaela (n. 1954), arciduchessa d'Austria ha sposato il conte Hubertus von Kageneck;
- Arciduchessa Gabriela (n. 1956), arciduchessa d'Austria, ha sposato Christian Meister;
- Arciduchessa Walburga (n. 1958), arciduchessa d'Austria, ha sposato il conte Archibald Douglas. È stata membro del parlamento svedese dal 2006 al 2014 per il Partito Moderato;
- Arciduca Carlo (n. 1961) attuale capo della Casa d'Asburgo e imperatore titolare dal luglio 2007. Sposato con la baronessa Francesca Thyssen-Bornemisza;
- Arciduca Giorgio (n. 1964), ha sposato la duchessa Eilika di Oldenburg.

## Ascendenza
|                                   |                    |                                           | Genitori                                    |  |  | Nonni |  |  | Bisnonni                        |  |  | Trisnonni                        |  |
|                                   |                    |                                           |                                             |  |  |       |  |  | Carlo Ludovico d'Asburgo-Lorena |  |  | Francesco Carlo d'Asburgo-Lorena |  |
|                                   |                    |                                           |                                             |  |  |       |  |  | Carlo Ludovico d'Asburgo-Lorena |  |  | Francesco Carlo d'Asburgo-Lorena |  |
|                                   |                    | Sofia di Baviera                          |                                             |  |  |       |  |  | Carlo Ludovico d'Asburgo-Lorena |  |  |                                  |  |
| Ottone Francesco d'Asburgo-Lorena |                    |                                           |                                             |  |  |       |  |  | Carlo Ludovico d'Asburgo-Lorena |  |  |                                  |  |
|                                   |                    | Maria Annunziata di Borbone-Due Sicilie   | Ferdinando II delle Due Sicilie             |  |  |       |  |  |                                 |  |  |                                  |  |
|                                   |                    | Maria Annunziata di Borbone-Due Sicilie   | Ferdinando II delle Due Sicilie             |  |  |       |  |  |                                 |  |  |                                  |  |
|                                   |                    | Maria Annunziata di Borbone-Due Sicilie   | Maria Teresa d'Asburgo-Teschen              |  |  |       |  |  |                                 |  |  |                                  |  |
| Carlo I d'Asburgo-Lorena          |                    | Maria Annunziata di Borbone-Due Sicilie   |                                             |  |  |       |  |  |                                 |  |  |                                  |  |
|                                   |                    | Giorgio di Sassonia                       | Giovanni di Sassonia                        |  |  |       |  |  |                                 |  |  |                                  |  |
|                                   |                    | Giorgio di Sassonia                       | Giovanni di Sassonia                        |  |  |       |  |  |                                 |  |  |                                  |  |
|                                   |                    | Giorgio di Sassonia                       | Amalia Augusta di Baviera                   |  |  |       |  |  |                                 |  |  |                                  |  |
| Maria Giuseppina di Sassonia      |                    | Giorgio di Sassonia                       |                                             |  |  |       |  |  |                                 |  |  |                                  |  |
|                                   |                    | Maria Anna Ferdinanda di Braganza         | Ferdinando II del Portogallo                |  |  |       |  |  |                                 |  |  |                                  |  |
|                                   |                    | Maria Anna Ferdinanda di Braganza         | Ferdinando II del Portogallo                |  |  |       |  |  |                                 |  |  |                                  |  |
|                                   |                    | Maria Anna Ferdinanda di Braganza         | Maria II del Portogallo                     |  |  |       |  |  |                                 |  |  |                                  |  |
| Ottone d'Asburgo-Lorena           |                    | Maria Anna Ferdinanda di Braganza         |                                             |  |  |       |  |  |                                 |  |  |                                  |  |
|                                   | Carlo III di Parma | Carlo II di Parma                         |                                             |  |  |       |  |  |                                 |  |  |                                  |  |
|                                   | Carlo III di Parma | Carlo II di Parma                         |                                             |  |  |       |  |  |                                 |  |  |                                  |  |
|                                   | Carlo III di Parma | Maria Teresa di Savoia                    |                                             |  |  |       |  |  |                                 |  |  |                                  |  |
| Roberto I di Parma                | Carlo III di Parma |                                           |                                             |  |  |       |  |  |                                 |  |  |                                  |  |
|                                   |                    | Luisa Maria di Borbone-Francia            | Carlo Ferdinando di Borbone-Francia         |  |  |       |  |  |                                 |  |  |                                  |  |
|                                   |                    | Luisa Maria di Borbone-Francia            | Carlo Ferdinando di Borbone-Francia         |  |  |       |  |  |                                 |  |  |                                  |  |
|                                   |                    | Luisa Maria di Borbone-Francia            | Carolina di Borbone-Due Sicilie             |  |  |       |  |  |                                 |  |  |                                  |  |
| Zita di Borbone-Parma             |                    | Luisa Maria di Borbone-Francia            |                                             |  |  |       |  |  |                                 |  |  |                                  |  |
|                                   |                    | Michele del Portogallo                    | Giovanni VI del Portogallo                  |  |  |       |  |  |                                 |  |  |                                  |  |
|                                   |                    | Michele del Portogallo                    | Giovanni VI del Portogallo                  |  |  |       |  |  |                                 |  |  |                                  |  |
|                                   |                    | Michele del Portogallo                    | Carlotta Gioacchina di Borbone-Spagna       |  |  |       |  |  |                                 |  |  |                                  |  |
| Maria Antonia di Braganza         |                    | Michele del Portogallo                    |                                             |  |  |       |  |  |                                 |  |  |                                  |  |
|                                   |                    | Adelaide di Löwenstein-Wertheim-Rosenberg | Costantino di Löwenstein-Wertheim-Rosenberg |  |  |       |  |  |                                 |  |  |                                  |  |
|                                   |                    | Adelaide di Löwenstein-Wertheim-Rosenberg | Costantino di Löwenstein-Wertheim-Rosenberg |  |  |       |  |  |                                 |  |  |                                  |  |
|                                   |                    | Adelaide di Löwenstein-Wertheim-Rosenberg | Agnese di Hohenlohe-Langenburg              |  |  |       |  |  |                                 |  |  |                                  |  |
|                                   |                    | Adelaide di Löwenstein-Wertheim-Rosenberg |                                             |  |  |       |  |  |                                 |  |  |                                  |  |

### Ascendenza patrilineare
La discendenza patrilineare di Otto d'Asburgo-Lorena, cioè la sua ascendenza di padre in figlio, si ricollega alla Casa d'Asburgo-Lorena, che rivestì il titolo imperiale del Sacro Romano Impero dal 1780, con l'ascesa al trono imperiale di Giuseppe II (in precedenza aveva solo il titolo di Re dei Romani) al 1809, e il titolo imperiale d'Austria dal 1809 al 1867 e il titolo imperiale d'Austria-Ungheria dal 1867 al 1918. Essa discende in linea maschile dai Duchi di Lorena, della Casa di Lorena-Vaudémont e di Ardennes-Metz; queste a sua volta discendono dalla Casa dei Girardi, conti di Parigi nell'VIII secolo. Tale discendenza è la più antica in Europa insieme con quella dei Guelfi di Baviera, poi re di Gran Bretagna. Di sotto viene riportata la discendenza dalla Casa d'Asburgo attraverso Maria Teresa d'Austria, la cui ascendenza patrilineare risale al V secolo.
1. Gerardo I di Parigi, (?-779), conte di Parigi, sposa Rotrude, forse figlia di Carlomanno, figlio di Carlo Martello
2. Leotardo I di Parigi, (?-813/816), conte di Parigi
3. Adelardo I di Parigi, (?-ca.865), siniscalco di Ludovico il Pio, conte di Parigi
4. Adelardo di Metz, (?-890), conte di Metz
5. Gerardo I di Metz, (?-910), conte di Metz
6. Goffredo di Jülich, conte palatino di Lotaringia, sposa Oda di Sassonia, sorella di Enrico I di Sassonia
7. Goffredo I della Bassa Lorena, (?-964), conte di Hainaut dal 958 al 964 e vice-duca della Bassa Lorena dal 959 al 964
8. Gerardo II di Metz, (944-963), conte di Metz
9. Riccardo di Metz, (963-982), conte di Metz
10. Gerardo III di Metz, (982-1022), conte di Metz
11. Adalberto II di Metz, (1022-1033), conte di Metz
12. Gerardo IV di Metz, (1033-1045), conte di Metz e di Bouzonville
13. Gerardo di Lorena,(1047-1070), Duca dell'Alta Lorena
14. Teodorico II di Lorena, c. 1055 - 1115
15. Simone I di Lorena, c. 1080 - 1138; suo fratello più giovane Teodorico di Alsazia, d. c. 1168, Conte delle Fiandre, fu il capostipite in linea maschile della Casa delle Fiandre
16. Mattia I di Lorena, c. 1110 - 1176
17. Federico I di Lorena, c. 1140 - 1207
18. Federico II di Lorena, c. 1165 - 1213
19. Mattia II di Lorena, c. 1192 - 1251
20. Federico III di Lorena, c. 1230 - 1303
21. Teobaldo II di Lorena, c. 1260 - 1312
22. Federico IV di Lorena, 1282 - 1328
23. Rodolfo di Lorena, c. 1310 - 1346
24. Giovanni I di Lorena, 1346 - 1390
25. Federico I di Vaudemont, 1368 - 1415
26. Antonio di Vaudémont, c. 1395 - 1431
27. Federico II di Vaudémont, 1417 - 1470
28. Renato II di Lorena, 1451 - 1508
29. Antonio di Lorena, 1489 - 1544
30. Francesco I di Lorena, 1517 - 1545
31. Carlo III di Lorena, 1543 - 1608
32. Francesco II di Lorena, 1572 - 1632
33. Nicola II di Lorena, Cardinale, 1609 - 1679
34. Carlo V di Lorena, 1643 - 1690
35. Leopoldo di Lorena, 1679 - 1729
36. Francesco I di Lorena, 1708 - 1765
37. Leopoldo II d'Asburgo-Lorena, 1747 - 1792
38. Francesco II d'Asburgo-Lorena, 1768 - 1835
39. Francesco Carlo d'Asburgo-Lorena, 1802 - 1878
40. Carlo Ludovico d'Asburgo-Lorena, 1833 - 1896
41. Ottone Francesco d'Asburgo-Lorena, 1865 - 1906
42. Beato Carlo I d'Austria-Ungheria, 1887 - 1922
43. Otto d'Asburgo-Lorena, 1912 - 2011, imperatore titolare d'Austria-Ungheria

La discendenza da Gerard de Bouzonville è provata dal lavoro pubblicato dal genealogista portoghese Luís Paulo Manuel de Meneses de Melo Vaz de São Paio. Una ricostruzione alternativa della genealogia maschile porta invece alla Casa degli Eticonidi, già antenati in linea maschile della Casa d'Asburgo, e questo spiegherebbe l'appellativo d'"Alsazia", dato a Gerardo di Lorena e ad Adalberto.

## Titolatura

### Ufficiale in Austria
- 20 novembre 1912 – 21 novembre 1916: S.A.I. e R. Ottone, Arciduca e Principe d'Austria, Principe Reale d'Ungheria, Boemia, Dalmazia, Croazia e Slavonia
- 21 novembre 1916 – 12 novembre 1918: S.A.I. e R. Ottone, Arciduca e Principe della Corona d'Austria, d'Ungheria, Boemia, Dalmazia, Croazia e Slavonia
- 12 novembre 1918 – 1919: Otto Arciduca d'Austria, Principe d'Ungheria
- 1919 – 1941: Herr Otto Habsburg-Lothringen (i titoli nobiliari non sono riconosciuti e sono vietati in Austria)
- 1941 – 20 luglio 1965: la cittadinanza austriaca fu revocata personalmente da Adolf Hitler nel 1941[18]. Ottone fu apolide, ma dal 1946 ebbe un passaporto del Principato di Monaco intestato a «Son Altesse impériale et royale Otto von Habsburg», un altro passaporto del Sovrano Militare Ordine di Malta e un passaporto diplomatico della Spagna, con lo stesso nome
- 20 luglio 1965 – 4 luglio 2011: cittadinanza austriaca riconosciuta con il nome di Doktor Otto Habsburg-Lothringen (i titoli nobiliari non sono riconosciuti e sono vietati in Austria).

### Ufficiale in Croazia
- 21 novembre 1916 – 29 ottobre 1918: S.A.R. Ottone, Principe della Corona di Dalmazia, Croazia e Slavonia
- 1990 – 4 luglio 2011: cittadinanza croata riconosciuta con il nome di Otto Habsburško-Lotarinški (i titoli nobiliari non sono riconosciuti e sono vietati in Croazia).

### Ufficiale in Germania
- 1978 – 4 luglio 2011: cittadinanza tedesca riconosciuta con il nome di Otto von Habsburg (i titoli nobiliari non sono riconosciuti e sono vietati in Germania).

### Pretensione
Otto d'Asburgo dal 1922 fino al 1961, anno della rinuncia dei titoli di pretensione politica e dinastica a favore della Repubblica Austriaca, ha detenuto le seguenti titolature, in pretensione:
- Imperatore titolare d'Austria (Ottone I)
- Re Apostolico titolare d'Ungheria (Ottone I)
- Re titolare di Boemia, di Dalmazia, Croazia, Slavonia, Galizia, Lodomiria, e d'Illiria (Ottone I)
- Re titolare di Gerusalemme, Cipro e Armenia di Cilicia[19]
- Gran Principe di Transilvania
- Gran Voivoda del Voivodato di Serbia e Banato di Temes
- Principe di Trento e Bressanone
- Arciduca d'Austria
- Granduca di Toscana e Cracovia
- Duca di Lorena, di Salisburgo, Stiria, Carinzia, Carniola e di Bucovina
- Duca d'Alta e Bassa Slesia, di Modena, Parma, Piacenza e Guastalla, d'Auschwitz e Zator, di Teschen, del Friuli, di Ragusa e Zara
- Margravio di Moravia
- Margravio d'Alta e Bassa Lusazia e in Istria
- Margravio di Arsiero e Asiago
- Conte principesco d'Asburgo, di Tirolo, di Kyburg, Gorizia e Gradisca
- Conte di Hohenems, Feldkirch, Bregenz, Sonnenberg, ecc.
- Signore di Trieste, di Cattaro e della Marca dei Vendi

## Onorificenze

### Onorificenze asburgiche
Formalmente cessati come ordini statuali, restano tuttavia vigenti come ordini dinastici, il Capo della Casa Imperiale e Reale d'Asburgo-Lorena assume d'ufficio il titolo di Gran Maestro: